# Прва лига Југославије у кошарци
Прва лига Југославије у кошарци је била највиша кошаркашка лига у СФР Југославији. Лига је формирана 1945. и одиграно је укупно 48 сезона пре него што је расформирана 1992. услед распада СФРЈ.
Најуспешнија екипа у овом периоду је била Црвена звезда са 12 шампионских титула, следили су је Олимпија, Задар и Југопластика са по 6 титула. Црвена звезда је такође једини клуб који је одиграо све сезоне у Првој лиги и никада није испадао у нижи ранг, не рачунајући прву сезону кад нису учествовали клубови.

## Прваци
| Сезона           | Првак             | Другопласирани    | Плеј-оф | Тренер првака      | Напомена                                                                                           |
| 1945. (Суботица) | селекција ЈА      | селекција Србије  | 21:18   | Ратко Влаховић     | Играно по куп систему.                                                                             |
| 1946. (Београд)  | Црвена звезда     | Задар             |         | Небојша Поповић    | Од 1946. до 1948. играни турнири.                                                                  |
| 1947. (Загреб)   | Црвена звезда     | Задар             |         | Небојша Поповић    | |
| 1948. (Београд)  | Црвена звезда     | Пролетер Зрењанин |         | Небојша Поповић    | |
| 1949.            | Црвена звезда     | Партизан          |         | Небојша Поповић    | Од 1949. првенство се игра као лига.                                                               |
| 1950.            | Црвена звезда     | Партизан          |         | Небојша Поповић    | |
| 1951.            | Црвена звезда     | Партизан          |         | Небојша Поповић    | Од 1951. до 1962. били су уведени нерешени резултати.                                              |
| 1952.            | Црвена звезда     | Пролетер Зрењанин |         | Небојша Поповић    | Због тражења најпогоднијег система такмичења 1952. године је одржан турнир у Зрењанину са 4 екипе. |
| 1953.            | Црвена звезда     | АШК Љубљана       |         | Небојша Поповић    | [ 3 ]                                                                                              |
| 1954.            | Црвена звезда     | Младост Загреб    |         | Небојша Поповић    | Од 1954 вратило се на стари лига систем са 12 екипа.                                               |
| 1955.            | Црвена звезда     | Пролетер Зрењанин |         | Небојша Поповић    | |
| 1956.            | Пролетер Зрењанин | Олимпија Љубљана  |         | Војислав Станков   | |
| 1957.            | Олимпија Љубљана  | Пролетер Зрењанин |         | Борис Кристанчић   | |
| 1958.            | ОКК Београд       | Олимпија Љубљана  |         | Борислав Станковић | |
| 1959.            | Олимпија Љубљана  | Црвена звезда     |         | Борис Кристанчић   | |
| 1960.            | ОКК Београд       | Олимпија Љубљана  |         | Борислав Станковић | |
| 1961.            | Олимпија Љубљана  | Локомотива Загреб |         | Борис Кристанчић   | |
| 1962.            | Олимпија Љубљана  | ОКК Београд       |         | Борис Кристанчић   | |
| 1963.            | ОКК Београд       | Партизан          |         | Александар Николић | |
| 1964.            | ОКК Београд       | Задар             |         | Борислав Станковић | |
| 1965.            | Задар             | Олимпија Љубљана  |         | Енцо Совити        | |
| 1966.            | Унион Олимпија    | Партизан          |         | Борис Кристанчић   | |
| 1967.            | Задар             | Олимпија Љубљана  |         | Ђорђo Здрилић      | |
| 1967/68.         | Задар             | Олимпија Љубљана  |         | Ђорђo Здрилић      | Промена система, сезона сад траје током две године, јесен-пролеће.                                 |
| 1968/69.         | Црвена звезда     | Олимпија Љубљана  |         | Милан Бјегојевић   | |
| 1969/70.         | Олимпија Љубљана  | Црвена звезда     |         | Милан Тошић        | |
| 1970/71.         | Југопластика      | Локомотива Загреб |         | Бранко Радовић     | |
| 1971/72.         | Црвена звезда     | Југопластика      | 75:70   | Братислав Ђорђевић | |
| 1972/73.         | Раднички Београд  | Црвена звезда     |         | Слободан Ивковић   | |
| 1973/74.         | Задар             | Југопластика      |         | Луцијано Валчић    | |
| 1974/75.         | Задар             | Југопластика      |         | Луцијано Валчић    | |
| 1975/76.         | Партизан          | Југопластика      |         | Борислав Ћорковић  | |
| 1976/77.         | Југопластика      | Босна Сарајево    | 98:96   | Петар Сканси       | |
| 1977/78.         | Босна Сарајево    | Партизан          |         | Богдан Тањевић     | |
| 1978/79.         | Партизан          | Југопластика      |         | Душан Ивковић      | |
| 1979/80.         | Босна Сарајево    | Југопластика      |         | Богдан Тањевић     | |
| 1980/81.         | Партизан          | Цибона            |         | Борислав Ћорковић  | |
| 1981/82.         | Цибона            | Партизан          | 2 - 0   | Мирко Новосел      | Од ове сезоне титула се додељује преко плеј-офа.                                                   |
| 1982/83.         | Босна Сарајево    | Шибенка           | 2 - 1   | Светислав Пешић    | |
| 1983/84.         | Цибона            | Црвена звезда     | 2 - 1   | Мирко Новосел      | |
| 1984/85.         | Цибона            | Црвена звезда     | 2 - 1   | Жељко Павличевић   | |
| 1985/86.         | Задар             | Цибона            | 2 - 1   | Владе Ђуровић      | |
| 1986/87.         | Партизан          | Црвена звезда     | 2 - 0   | Душко Вујошевић    | |
| 1987/88.         | Југопластика      | Партизан          | 2 - 1   | Божидар Маљковић   | |
| 1988/89.         | Југопластика      | Партизан          | 2 - 0   | Божидар Маљковић   | |
| 1989/90.         | Југопластика      | Црвена звезда     | 3 - 1   | Божидар Маљковић   | |
| 1990/91.         | ПОП 84            | Партизан          | 3 - 0   | Жељко Павличевић   | |
| 1991/92.         | Партизан          | Црвена звезда     | 3 - 0   | Жељко Обрадовић    | Нису учествовали клубови из Словеније и Хрватске                                                   |

### Успешност клубова
| Пласман | Екипа              | Првак                                                                            | Другопласирани                                                                |
| ------- | ------------------ | -------------------------------------------------------------------------------- | ----------------------------------------------------------------------------- |
| 1       | Црвена звезда      | 12 1946, 1947, 1948, 1949, 1950, 1951, 1952, 1953, 1954, 1955, 1968/69, 1971/72. | 8 1959, 1969/70, 1972/73, 1983/84, 1984/85, 1986/87, 1989/90, 1991/92.        |
| 2       | Олимпија Љубљана   | 6 1957, 1959, 1961, 1962, 1966, 1969/70.                                         | 8 1953, 1956, 1958, 1960, 1965, 1967, 1967/68, 1968/69.                       |
| 3       | Југопластика Сплит | 6 1970/71, 1976/77, 1987/88, 1988/89, 1989/90, 1990/91.                          | 6 1971/72, 1973/74, 1974/75, 1975/76, 1978/79, 1979/80.                       |
| 4       | Задар              | 6 1965, 1967, 1967/68, 1973/74, 1974/75, 1985/86.                                | 3 1946, 1947, 1964.                                                           |
| 5       | Партизан           | 5 1975/76, 1978/79, 1980/81, 1986/87, 1991/92.                                   | 10 1949, 1950, 1951, 1963, 1966, 1977/78, 1981/82, 1987/88, 1988/89, 1990/91. |
| 6       | ОКК Београд        | 4 1958, 1960, 1963, 1964.                                                        | 1 1962.                                                                       |
| 7       | Цибона             | 3 1981/82, 1983/84, 1984/85.                                                     | 4 1961, 1970/71, 1980/81, 1985/86.                                            |
| 8       | Босна Сарајево     | 3 1977/78, 1979/80, 1982/83.                                                     | 1 1976/77.                                                                    |
| 9       | Пролетер Зрењанин  | 1 1956.                                                                          | 4 1948, 1952, 1955, 1957.                                                     |
| 10      | Раднички Београд   | 1 1972/73.                                                                       |                                                                               |
| 11      | селекција ЈА       | 1 1945.                                                                          |                                                                               |
| 12      | селекција Србије   |                                                                                  | 1 1945.                                                                       |
| 13      | Младост Загреб     |                                                                                  | 1 1954.                                                                       |

## Вечна табела клубова Прве лиге Југославије
Не укључује сезону 1991/92.
| Плас. | Клуб                     | Сез. | ИГ  | Д   | Н  | И   | П+    | П-    | КР    | Бодови    |
| ----- | ------------------------ | ---- | --- | --- | -- | --- | ----- | ----- | ----- | --------- |
| 1     | Црвена звезда            | 46   | 903 | 565 | 10 | 328 | 75004 | 70092 | +4912 | 1140 (-1) |
| 2     | Партизан                 | 45   | 898 | 560 | 14 | 324 | 74971 | 70835 | +4136 | 1134      |
| 3     | Цибона Загреб            | 39   | 830 | 486 | 5  | 539 | 70161 | 67359 | +2802 | 977       |
| 4     | Олимпија Љубљана         | 42   | 852 | 479 | 10 | 363 | 70466 | 66503 | +3963 | 967 (-1)  |
| 5     | Задар                    | 38   | 795 | 466 | 5  | 324 | 66626 | 63520 | +3106 | 937       |
| 6     | Југопластика Сплит       | 27   | 614 | 407 | 0  | 207 | 54166 | 50204 | +3962 | 814       |
| 7     | ОКК Београд              | 31   | 630 | 338 | 6  | 286 | 48268 | 46361 | +1907 | 682       |
| 8     | Босна Сарајево           | 19   | 442 | 260 | 0  | 182 | 40464 | 39152 | +1312 | 520'      |
| 9     | Раднички Београд         | 28   | 612 | 257 | 1  | 354 | 50369 | 51665 | -1296 | 515       |
| 10    | Борац Чачак              | 23   | 526 | 207 | 0  | 319 | 44401 | 46791 | -2390 | 414       |
| 11    | Работнички Скопље        | 18   | 420 | 148 | 0  | 272 | 34494 | 36800 | -2306 | 295 (-1)  |
| 12    | Жељезничар Карловац      | 16   | 328 | 135 | 1  | 192 | 23499 | 24520 | -1021 | 271       |
| 13    | Шибенка                  | 11   | 242 | 119 | 0  | 123 | 21661 | 21910 | -249  | 238       |
| 14    | Пролетер Зрењанин        | 14   | 218 | 102 | 6  | 110 | 12628 | 13356 | -728  | 210       |
| 15    | Зрињевац Загреб          | 13   | 239 | 88  | 3  | 148 | 14710 | 15944 | -1234 | 178 (-1)  |
| 16    | Љубљана                  | 9    | 170 | 81  | 14 | 75  | 10185 | 10156 | +29   | 174 (-2)  |
| 17    | Будућност Подгорица      | 9    | 198 | 80  | 0  | 118 | 16634 | 17579 | -945  | 160       |
| 18    | Младост Загреб           | 9    | 142 | 61  | 8  | 73  | 6592  | 7720  | -1128 | 130       |
| 19    | Металац Ваљево           | 6    | 152 | 55  | 0  | 97  | 12536 | 13314 | -778  | 110       |
| 20    | ИМТ Београд              | 6    | 132 | 48  | 0  | 84  | 11404 | 11954 | -550  | 96        |
| 21    | Кварнер Ријека           | 6    | 144 | 40  | 0  | 104 | 13402 | 14120 | -718  | 80        |
| 22    | Слобода Тузла            | 7    | 138 | 39  | 2  | 97  | 9477  | 10681 | -1204 | 80        |
| 23    | Војводина Нови Сад       | 4    | 92  | 38  | 0  | 54  | 7992  | 8293  | -301  | 76        |
| 24    | Жељезничар Сарајево      | 4    | 140 | 36  | 0  | 104 | 10576 | 12001 | -1425 | 72        |
| 25    | Железничар Београд       | 3    | 58  | 25  | 0  | 33  | 2089  | 2227  | -138  | 50        |
| 26    | Слован Љубљана           | 5    | 106 | 20  | 0  | 86  | 7743  | 9069  | -1326 | 40        |
| 27    | Ориолик Славонски Брод   | 3    | 66  | 13  | 0  | 53  | 4791  | 5654  | -863  | 26        |
| 28    | МЗТ Скопље               | 2    | 44  | 13  | 0  | 31  | 3629  | 3938  | -309  | 26        |
| 29    | Слога Краљево            | 2    | 44  | 12  | 0  | 32  | 3944  | 4236  | -292  | 24        |
| 30    | Еђшег Нови Сад           | 2    | 29  | 10  | 1  | 18  | 1045  | 1229  | -184  | 21        |
| 31    | Нови Загреб              | 1    | 22  | 8   | 0  | 14  | 1737  | 1808  | -71   | 16        |
| 32    | Челик Зеница             | 1    | 22  | 7   | 0  | 15  | 1785  | 1930  | -145  | 14        |
| 33    | Застава Крагујевац       | 1    | 36  | 5   | 0  | 31  | 2216  | 3113  | -897  | 10        |
| 34    | Зорка Шабац              | 1    | 22  | 5   | 0  | 17  | 1844  | 2008  | -164  | 10        |
| 35    | Славија Загреб           | 1    | 7   | 4   | 0  | 3   | 142   | 126   | +16   | 8         |
| 36    | Локомотива Ријека        | 1    | 18  | 3   | 0  | 15  | 495   | 795   | -300  | 6         |
| 37    | Први Партизан Ужице      | 1    | 22  | 3   | 0  | 19  | 1707  | 2025  | -318  | 6         |
| 38    | Динамо Панчево           | 1    | 18  | 1   | 0  | 17  | 1035  | 1604  | -569  | 2         |
| 39    | Милиционар Сарајево      | 1    | 18  | 1   | 0  | 17  | 228   | 524   | -296  | 2         |
| 40    | Иванград                 | 1    | 22  | 1   | 0  | 21  | 1510  | 2041  | -531  | 2         |
| 41    | Лесонит Илирска Бистрица | 1    | 22  | 1   | 0  | 21  | 1240  | 2105  | -865  | 2         |
| 42    | Далвин Сплит             | 1    | 26  | 1   | 0  | 25  | 2281  | 2813  | -532  | 2         |
| 43    | Игман Илиџа              | 1    | 26  | 1   | 0  | 25  | 1911  | 2340  | -429  | 2         |
| 44    | Марибор                  | 1    | 40  | 1   | 0  | 39  | 2437  | 3665  | -1228 | 2         |
| 45    | Македонија Скопље        | 1    | 7   | 0   | 0  | 7   | 74    | 287   | -213  | 0         |

Сез. = Број сезона у Првој лиги; ИГ = Играо утакмица; П = Победио; Н = Нерешено; И = Изгубио; П+ =Постигнутих кошева; П- = Примљених кошева; КР = Кош разлика 
Извор: Коначна табела првих 47 државних првенстава